# Maximilian Friedrich Edmund Droste zu Senden
Maximilian Friedrich Edmund Josef Aloys Freiherr Droste zu Senden (* 11. April 1777 auf Schloss Senden; † 21. Januar 1847 ebenda) war ein deutscher Rittergutsbesitzer und Politiker aus dem Adelsgeschlecht Droste zu Senden.
Droste zu Senden, der katholischer Konfession war, heiratete Maria Therese von Weichs-Körtlinghausen. Erbe wurde der gemeinsame Sohn Clemens Droste zu Senden, daneben gingen die Töchter Maria und Antonia aus der Ehe hervor.
Droste zu Senden war Rittergutsbesitzer auf Schloss Senden. 1837 und 1841 nahm er als Vertreter des Fürsten zu Sayn-Wittgenstein-Berleburg am Provinziallandtag der Provinz Westfalen teil. 